# Croton wilsonii
Espèce
Croton wilsonii est une espèce de plantes à fleurs du genre Croton et de la famille des Euphorbiaceae, présente à Cuba.
Elle a pour synonyme :
- Oxydectes wilsonii, (Griseb.,), Kuntze